# تلمكانت
تلمكانت هي جماعة قروية في إقليم تارودانت بجهة سوس ماسة جنوب المغرب. وهي تضم 4004 نسمة، حسب الإحصاء العام للسكان والسكنى لسنة 2014.
تسمى كل من جماعة تلمكانت وجماعة إميلمايس محلياً بإسم قبيلة إداومحمود.

## دواوير الجماعة
- دوار تلمكانت (مركز الجماعة)
- دوار تاكركوت
- دوار تيوونا
- دوار مكونت
- دوار إمي مكونت
- دوار تاوريرت
- دوار إكيدار
- دوار تابيا
- دوار أساكا
- دوار تلتان
- دوار أرتان
- دوار تمسولت
- دوار أزار
- دوار إكاكرن
- دوار تلمساوت
- دوار أرك
- دوار تافيلالت
- دوار أكني

## التعليم
قائمة المؤسسات التعليمية في جماعة تلمكانت:
- مجموعة مدارس تلمكانت (المركزية: تلمكانت / الوحدات: تاكركوت - تيوونا - مكونت - إمي مكونت - تاوريرت)
- مجموعة مدارس إشكاجن (المركزية: أزار/ الوحدات: تلمساوت - أرك - تافيلالت - أكني)
- مجموعة مدارس تونيرت (المركزية: تلتان / الوحدات: أرتان - أساكا - تابيا)
- الثانوية الإعدادية تلمكانت وتتوفر على دار للطالب والطالبة
- المدرسة العتيقة زاوية سيدي محمد بن الحسين - تافيلالت
- المدرسة العتيقة أيت تونارت

## الصحة
- المركز الصحي القروي بسوق السبت تلمكانت

## النقل والطرق
يبعد مركز جماعة تلمكانت عن مدينة تارودانت بـ 130 كلم مُروراً عبر الطريق السيار وعبر مركز جماعة تمزكاديوين، وبـ 115 كلم مُروراً عبر المنيزلة (طريق غير معبد). 
ويبعد مركز الجماعة عن مدينة أكادير بـ 105 كلم.
- الطريق التي تمر من دواوير تلمساوت - إكاكرن - أزار - تلمكانت هي طريق معبدة
- الطريق معبدة من إكاكرن إلى تافيلالت وأكني
- الطريق من تافيلالت إلى أرك غير معبدة
- الطريق المؤدي إلى دواوير تاكركوت - تيوونا - مكونت - إمي مكونت - تاوريرت غير معبد
- الطريق المؤدي إلى دواوير تابيا - أساكا - تلتان - أورتان غير معبد
- الطريق المؤدي إلى دوار توربحين أملال غير معبد

## الاقتصاد
يُنظم أسبوعيا، كل يوم سبت، سوق أسبوعي في مركز جماعة تلمكانت.